# Meredith Miller
Pour les articles homonymes, voir Miller.
Meredith Miller, née le 26 décembre 1973 à Rockford dans l'Illinois, est une coureuse cycliste américaine.

## Biographie
Durant sa jeunesse, Meredith Miller pratique l'athlétisme et le football. Elle est footballeuse semi-professionnelle pendant une saison à Madison après l'obtention de son diplôme de college. Après la dissolution de son club, elle est amenée au cyclisme par son compagnon d'alors.
En 2009, elle est championne des États-Unis sur route.

## Palmarès
- 2007
  - San Dimas Stage Race :
    - Classement général
    - 2e étape
- 2009
  -  Championne des États-Unis sur route
- 2010
  - Critérium de la Sea Otter Classic

## Palmarès en cyclo-cross
- 2008-2009
  - 2e du championnat des États-Unis de cyclo-cross
- 2009-2010
  - 3e du championnat des États-Unis de cyclo-cross
- 2010-2011
  - Grand Prix of Gloucester 2, Gloucester
  - Providence Cyclocross 2, Providence
  - Jingle Cross Rock - Rock 1, Iowa City
  - Jingle Cross Rock - Rock 2, Iowa City
  - Jingle Cross Rock - Rock 3, Iowa City
- 2011-2012
  - Jingle Cross Rock - Rock 1, Iowa City
  - Jingle Cross Rock - Rock 3, Iowa City
  - Cyclocross LA 1, Los Angeles
  - Cyclocross LA 2, Los Angeles
- 2013-2014
  - 3e du championnat des États-Unis de cyclo-cross
- 2014-2015
  - Clif Bar CrossVegas, Las Vegas
  -  Médaillée d'argent du championnat panaméricain
- 2015-2016
  - Ellison Park CX Festival #2, Rochester